# Chreomisis rufula
Chreomisis rufula är en skalbaggsart som beskrevs av Stefan von Breuning 1956. Chreomisis rufula ingår i släktet Chreomisis och familjen långhorningar. Inga underarter finns listade i Catalogue of Life.